# Camponotus sannini
Camponotus sannini (лат.) — вид муравьёв рода кампонотус (Camponotus) (подрод Tanaemyrmex) из подсемейства формицины (Formicinae). Видовое название происходит от имени горы Sannine (деревня Баскинта, Ливан, 33°57 N, 35°48 E), в окрестностях которой собрана типовая серия (1250 метров над уровнем моря).

## Распространение
Ближний Восток: Израиль и Ливан.

## Описание
Отличаются от близких видов плоским проподеальным дорзумом и прижатым опушением скапуса и голеней. Рабочие муравьи имеют длину 6,9—9,4 мм, длина головы = 1,95—2,42 мм, ширина головы = 1,80—2,34 мм. Самцы и самки крупнее (около 13 мм). Тело темно-коричневое (до чёрного), блестящее.